# Церква Успіння Божої Матері (Нахічевань-на-Дону)
Церква Успіння Божої Матері (Сурб Аствацацин, вірм. Սուրբ Աստվածածին եկեղեցի) — перший вірменський храм міста Нахічевані-на-Дону (нині у складі Пролетарського району Ростова-на-Дону). Церква була знесена в 1930-х роках.

## Історія
Дерев'яна вірменська церква Сурб Аствацацин була побудована вже у 1780 році — на наступний рік після заснування міста. У цій церкві освячували заставні камені для інших вірменських храмів міста. 14 квітня 1781 року у храмі урочисто освятили чотири наріжних камені, які потім були встановлені на чотирьох кутах міста. Згідно з відомостями з рукопису «Давтар» Йосипа Аргутінського, новий храм Успіння Божої Матері був закладений в 1781 році, і його будівництво було завершене не пізніше 1787 року. Будівництво третього храму почалося 18 травня 1819 року.
Церква розташовувалася на 1-й Успенської (Пролетарської) вулиці в районі сучасного будинку № 2. Трьохпрестольний храм спочатку мав у плані форму рівностороннього хреста. У центральній частині височів барабан з куполом. Південний і північний входи були оформлені чотириколонними тосканськими портиками. Над центральним (західним) входом розташовувалася дзвіниця, яка обрушилася на початку 1850-х років. У 1856 році за проектом архітектора Н. Муратова храм був розширений: була прибудована нова вхідна частина з двох'ярусною дзвіницею. Поруч з храмом існував невеликий вірменський некрополь, де ховали знаменитих нахичеванцев. Зокрема, там були поховані Ованес Попов і Степан Натальян, пожертвували багато коштів на благодійність. При храмі було відкрито Успенське училище.
У 1930-х роках храм був закритий і незабаром знесений. На базі Успенського училища відкрили школу № 12, для якої побудували нову будівлю. Після війни будівля розширили і відкрили в ньому профтехучилище № 12.

Плани Успенської церкви
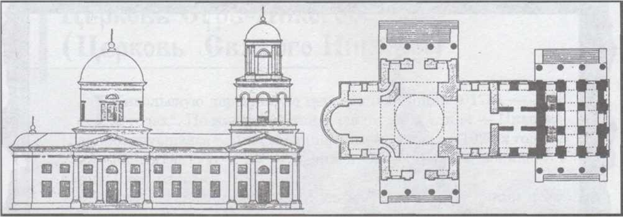
Фасад церкви (ліворуч) і храм в розрізі (праворуч). Чорним кольором виділена прибудова 1856 року.